# Ensom
"Ensom" er en sang af den danske sangerinde Medina, der blev udgivet den 2. november 2009, som den tredje single fra albummet Velkommen til Medina.

## Trackliste
- Single[1]

1. "Ensom" (Radio Edit) – 3:25

- Remixes[2]

1. "Ensom" (Radio Edit) – 3:25
2. "Ensom" (Svenstrup & Vendelboe Remix) – 4:47
3. "Ensom" (Ronen Dahan Remix) – 4:15
4. "Ensom" (Jay Adams Remix) – 7:04
5. "Ensom" – 4:11
6. "Ensom" (Akustisk Mix) – 4:15

## Hitlisteplacering
| Hitliste (2009)    | Højeste placering |
| ------------------ | ----------------- |
| Tracklisten Top-40 | 8                 |